# سويبط بن سعد
سُوَيْبِط بن سعد بن حَرْمَلَة صحابي بدري، أسلم وهاجر إلى الحبشة ثم إلى يثرب، وشارك مع النبي محمد في غزوتي بدر وأحد.

## سيرته
كان سويبط بن سعد من بني عبد الدار بن قُصيّ أحد بطون قريش، وقد اختُلف في نسبه، فقيل هو سويبط بن سعد بن حرملة بن مالك بن عميلة بن السبّاق بن عبد الدار بن قصي، وقيل سويبط بن حرملة بن مالك بن عميلة بن السبّاق بن عبد الدار بن قصي وقيل سويبط بن سعد بن حريملة بن مالك ابن عميلة بن السبّاق بن عبد الدار بن قصي، أما أمه فهي هنيدة بنت خبّاب الخُزاعية.
أسلم سويبط قديمًا، وهاجر إلى الحبشة، ثم عاد منها وهاجر إلى يثرب، ونزل فيها على عبد الله بن سلمة العجلاني، وآخى النبي محمد بينه وبين عائذ بن ماعص الزُّرقي، وقد شهد سويبط مع النبي محمد غزوتي بدر وأحد. وقد تناقلت كتب تراجم الصحابة طُرفة رويت على لسان أم سلمة أن أبا بكر خرج تاجرًا إلى بصرى ومعه النعيمان بن عمرو وسويبط بن حرملة، وكان سويبط على الزّاد، فقال له النعيمان: «أطعمني». فقال سويبط: «حتى يجيء أبو بكر»، وكان النعيمان مضحاكًا مزّاحًا، فذهب إلى ناس عرض عليهم شراء سويبط مدعيًا أنه غُلامه، وأخبرهم أنه سيُنكر أنه عبد، فلا تُصدّقوه، وباعه لهم بعشر إبل صغيرات، فأقبل بها يسوقها، وقال لهم: «دونكم هو هذا». فأنكر سويبط أنه عبد، فلم يُصدّقوه، وربطوا حبلاً في رقبته، وأرادوا أن يذهبوا به، فجاء أبو بكر فأُخبر بالخبر، فردّ الإبل وأخذه، ثم أخبروا النبي محمد بالخبر، فضحك هو وأصحابه.